# Нижняя Гавань
Ни́жняя Га́вань — село на правом берегу Амура, в Ульчском районе Хабаровского края.
Административный центр и единственный населённый пункт одноимённого сельского поселения.
В 2013 году село отметило своё столетие.

## Население
| 1992 | 2002 | 2010 | 2011 | 2012 | 2013 | 2014 |
| ---- | ---- | ---- | ---- | ---- | ---- | ---- |
| 416  | ↘376 | ↘225 | ↘224 | ↗226 | ↗229 | ↘224 |
| 2015 | 2016 | 2017 | 2018 | 2020 | 2021 |      |
| ↘208 | ↘195 | ↗199 | ↘184 | ↘171 | ↘102 |      |